# Platyceps tessellata
Espèce
Synonymes
- Zamenis rhodorhachis var. tessellata Werner, 1910
- Platyceps saharicus Schätti & McCarthy, 2004

Platyceps tessellata est une espèce de serpents de la famille des Colubridae.

## Répartition
Cette espèce se rencontre :
- dans le Sud d'Israël ;
- au Sinaï en Égypte.

## Taxinomie
Platyceps saharicus a été placée en synonymie.

## Publication originale
- Werner, 1910 "1909" : Neue oder seltenere Reptilien des Musée Royal d'Histoire Naturelle de Belgique im Brüssel. Zoologische Jahrbucher. Abteilung fur Systematik, Geographie und Biologie der Tiere, vol. 28, p. 263-288 (texte intégral).